# سدونا (آریزونا)

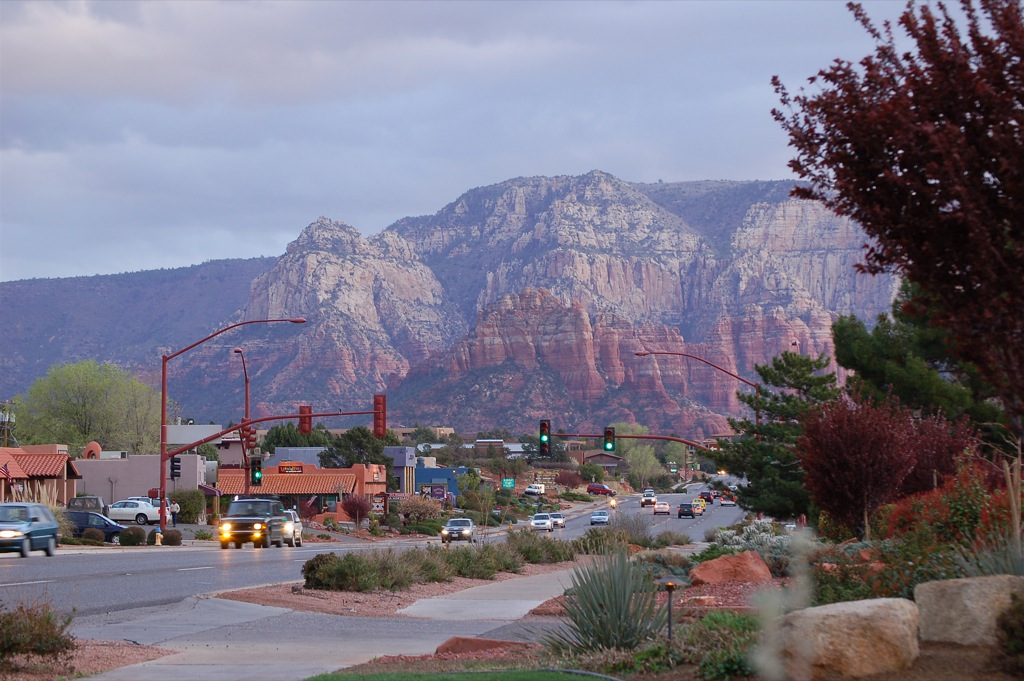

سدونا (به انگلیسی: Sedona) شهری در ایالت آریزونا در آمریکاست.
سدونا ۴۰۰۰ سال پیش محل تردد سرخ‌پوستان بومی بود.
امروزه این شهر با زیر ۱۵۰۰۰ نفر جمعیت، یک شهر تفریحی و سیاحتی مهم این ایالت است و بخاطر آثار طبیعی و چشم‌اندازهای اطراف آن شهرت دارد. یکی از این پارکها پارک ایالتی سنگ سرخ است.

## نگارخانه

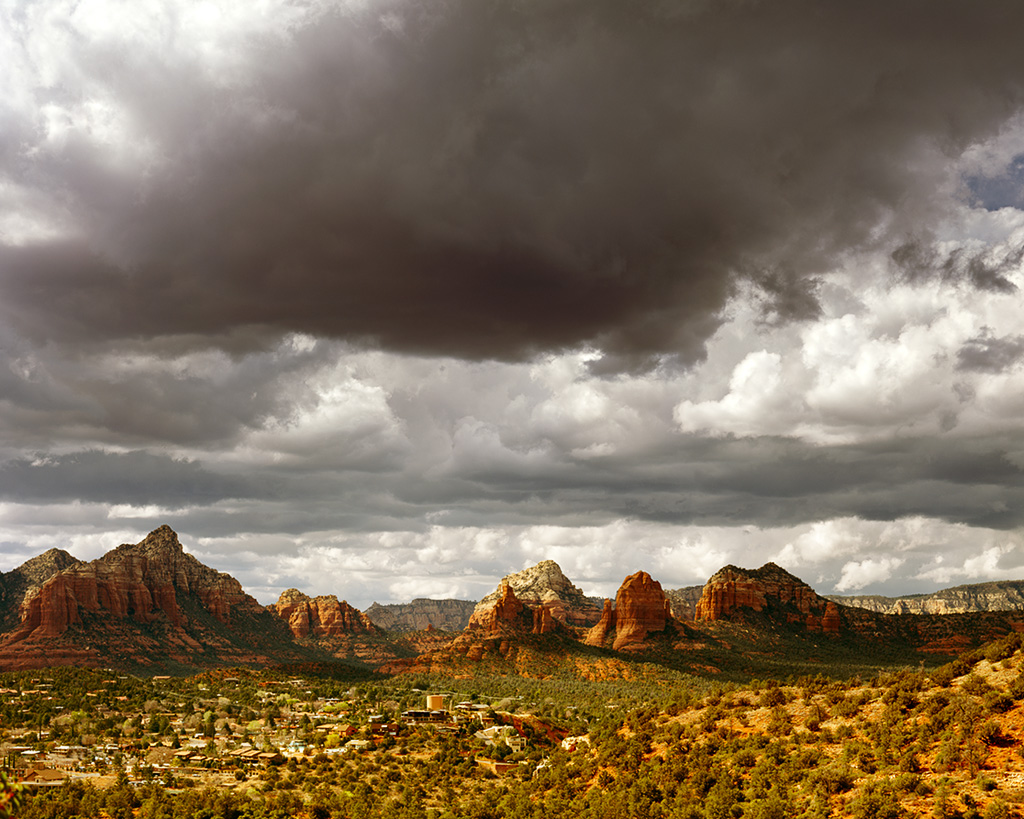
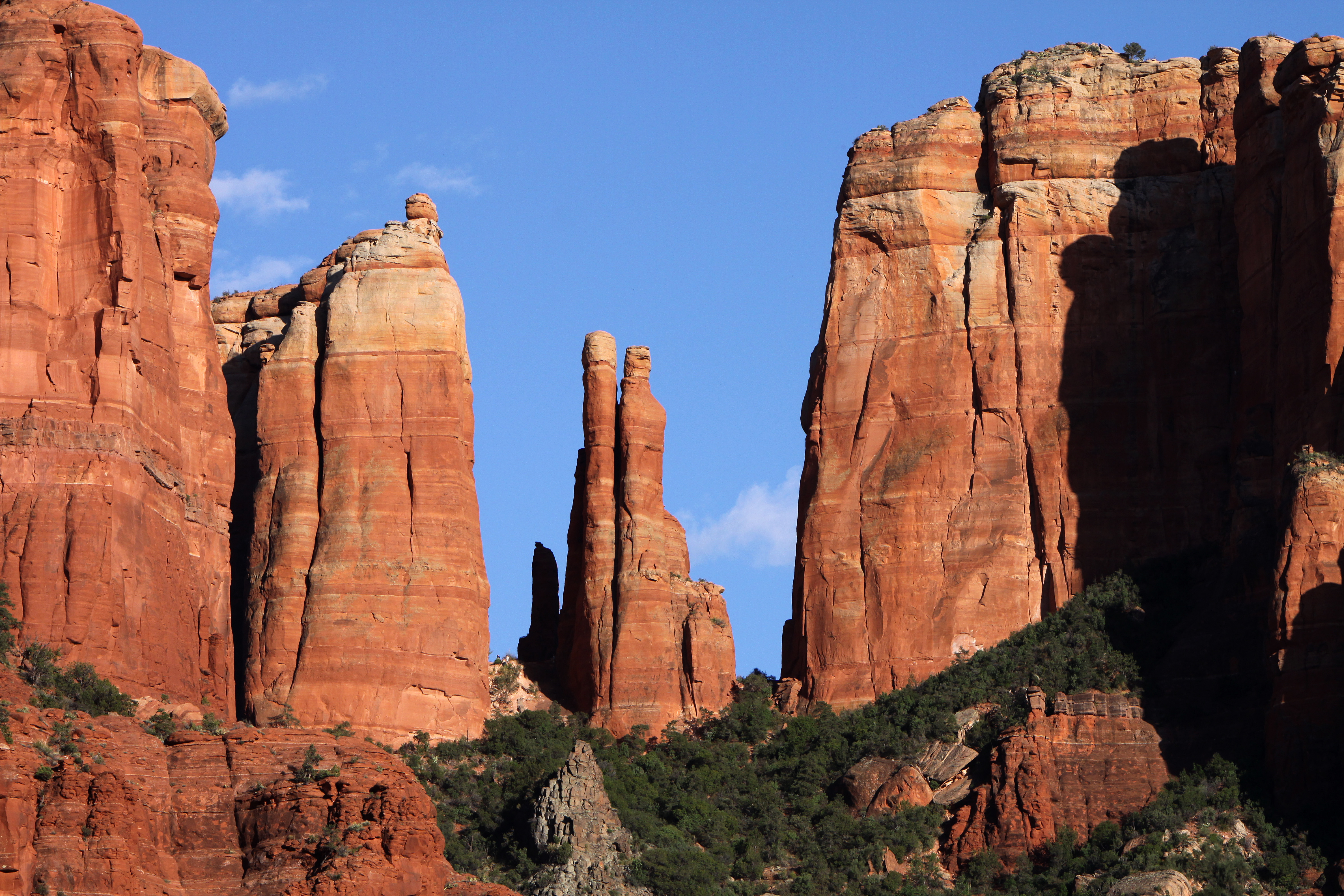
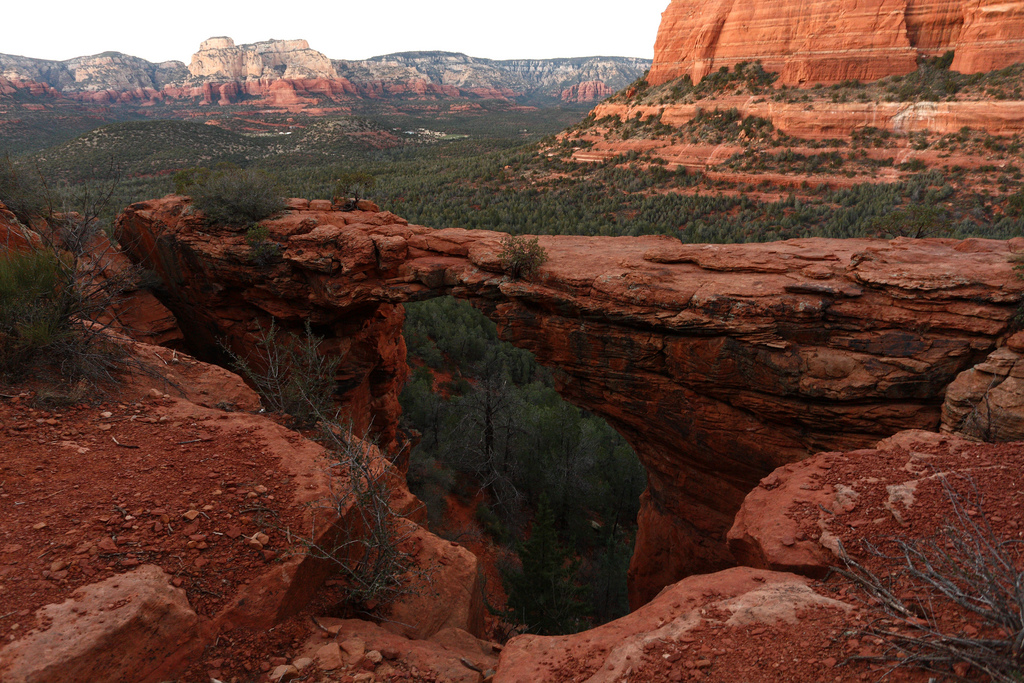